# John Roemer
John Ernest Roemer (* 1. Februar 1945 in Washington, D.C.) ist ein US-amerikanischer Wirtschaftswissenschaftler und Politologe.

## Leben und Wirken
John Roemer wurde als Sohn von Milton I. und Ruth J. Roemer, geb. Rosenbaum, geboren und schloss sein Studium der Mathematik an der Harvard University 1966 mit dem A.B. summa cum laude ab. Nachdem er von 1969 bis 1974 als Mathematiklehrer an der Lowell High School und an der Pelton Jr High School in San Francisco tätig gewesen war, wurde er 1974 an der University of California, Berkeley zum Ph.D. in Wirtschaftswissenschaften promoviert. Anschließend war er 1974 bis 1978 Assistenzprofessor, 1978 bis 1981 außerordentlicher Professor und 1981 bis 2000 ordentlicher Professor für Ökonomie an der University of California, Davis. Seit dem Jahr 2000 ist er Professor für Politikwissenschaft und Ökonomie an der Yale University. Gastprofessuren führten ihn an die Yale University (1979–1980), University of California, Los Angeles (1987), Harvard University (1994), Universität Cergy-Pontoise (1995), New York University (1999), École polytechnique (2004), École des Hautes Études en Sciences Sociales (2005) und Universität Paris I (2006).
Roemer forscht auf dem Gebiet der politischen Ökonomie, insbesondere über Verteilungsgerechtigkeit und Politische Philosophie, Wirtschaftsphilosophie, Chancengleichheit, Sozialismustheorie und Marxistische Wirtschaftstheorie sowie zu Kollektiveigentum und Konkurrenzsozialismus. Er gehört neben Gerald A. Cohen und Jon Elster zu den 'Gründungsvätern' des Analytischen Marxismus, der vor allem in den 1980er und 1990er Bestand hatte. Roemers Anliegen war es in diesem Zusammenhang, die Marxsche ökonomische Theorie in dem Vokabular der neoklassischen Wirtschaftstheorie zu rekonstruieren.
1968 heiratete er Carla Natasha Muldavin, mit der er zwei Kinder hat.

## Auszeichnungen
- 2008 Ehrendoktor, University of Athens

## Mitgliedschaften
- 1965 Phi Beta Kappa
- 1986 Econometric Society
- 2005 korrespondierendes Mitglied der British Academy
- 2006 American Academy of Arts and Sciences
- American Economic Association
- Society for Social Choice and Welfare
- American Political Science Association

## Werke
Neben vielen Artikeln in wissenschaftlichen Zeitschriften veröffentlichte Roemer:
Bücher
- U.S.-Japanese Competition in International Markets. A Study of the Trade-Investment Cycle in Modern Capitalism (= Research series. Institute of International Studies. University of California, Berkeley, Band 22). Institute of International Studies, Berkeley 1975, ISBN 0-87725-122-3, zugleich Dissertation, University of California, Berkeley 1974.
- Analytical Foundations of Marxian Economic Theory. Cambridge University Press, Cambridge [u. a.] 1981, ISBN 0-521-23047-0.
- A General Theory of Exploitation and Class. Harvard University Press, Cambridge, Mass. [u. a.] 1982, ISBN 0-674-34440-5.
- Value, Exploitation, and Class (= Fundamentals of pure and applied economics, Band 4). Harwood Academic Publishers, Chur [u. a.] 1986, ISBN 3-7186-0278-4.
- Free to Lose. An Introduction to Marxist Economic Philosophy. Harvard University Press, Cambridge, Mass. 1988, ISBN 0-674-31875-7.
- Egalitarian Perspectives. Essays in Philosophical Economics. Cambridge University Press, Cambridge [u. a.] 1994, ISBN 0-521-45066-7.
- A Future for Socialism. Harvard University Press, Cambridge, Mass. 1994, ISBN 0-674-33945-2.
- Theories of Distributive Justice. Harvard University Press, Cambridge, Mass. [u. a.] 1996, ISBN 0-674-87919-8.
- Equality of Opportunity. Harvard University Press, Cambridge, Mass. [u. a.] 1998, ISBN 0-674-25991-2.
- Political Competition. Theory and Applications. Harvard University Press, Cambridge, Mass. [u. a.] 2001, ISBN 0-674-00488-4.
- Democracy, Education and Equality (= Econometric Society monographs, Band 40). Cambridge University Press, Cambridge [u. a.] 2006, ISBN 0-521-84665-X.
- mit Woojin Lee und Karine van der Straeten: Racism, xenophobia, and distribution. Multi-issue politics in advanced democracies. Russell Sage Foundation [u. a.], New York 2007, ISBN 978-0-674-02495-3.

Herausgeberschaft
- Analytical Marxism. Cambridge University Press, Cambridge [u. a.] 1986, ISBN 0-521-30025-8.
- mit Jon Elster: Interpersonal Comparisons of Well-Being. Cambridge University Press, Cambridge [u. a.] 1991, ISBN 0-521-39274-8.
- mit David Copp und Jean Hampton: The Idea of Democracy. Cambridge University Press, Cambridge [u. a.] 1993, ISBN 0-521-43254-5.
- mit Pranab K. Bardhan: Market Socialism: The Current Debate. Oxford University Press, New York [u. a.] 1993, ISBN 0-19-508049-1.
- Foundations of Analytical Marxism (= The international library of critical writings in economics, Band 36). 2 Bände, Edward Elgar Publishers, Aldershot, Hants [u. a.] 1994, ISBN 1-85278-784-8.
- mit Erik O. Wright: Equal Shares. Making Market Socialism Work (= The real Utopias project, Band 2). Verso, London 1996, ISBN 1-85984-933-4.
- Property relations, incentives, and welfare (= IEA conference volume, Band 115). Macmillan [u. a.], Basingstoke, Hampshire [u. a.] 1997, ISBN 0-333-62307-X.
- mit Kotaro Suzumura: Intergenerational equity and sustainability (= IEA conference volume, Band 143). Palgrave, Basingstoke, Hampshire [u. a.] 2007, ISBN 0-230-00786-4.

Artikel (Auswahl)
- Origins of Exploitation and Class: Value Theory of Pre-Capitalist Economy. In: Econometrica. Band 50, Nr. 1, Januar 1982, S. 163–192.
- Exploitation, Alternatives and Socialism. In: Economic Journal. Band 92, Nr. 365, März 1982, S. 87–107.
- Rationalizing Revolutionary Ideology. In: Econometrica. Band 53, Nr. 1, Januar 1985, S. 85–108.
- Axiomatic bargaining theory on economic environments. In: Journal of Economic Theory. Band 45, Nr. 1, Juni 1988, S. 1–31.
- mit Herve Moulin: Public Ownership of the External World and Private Ownership of Self. In: Journal of Political Economy. Band 97, Nr. 2, April 1989, S. 347–367.
- A Pragmatic Theory of Responsibility for the Egalitarian Planner. In: Philosophy and Public Affairs. Band 22, 1993, S. 146–166.
- mit Joaquim Silvestre: The Proportional Solution for Economies with Both Private and Public Ownership. In: Journal of Economic Theory. Band 59, Nr. 2, April, 1993, S. 426–444.
- On the relationship between economic development and political democracy. In: Review of Economic Design. Band 1, Nr. 1, Dezember 1994, S. 15–39.
- The Strategic Role of Party Ideology When Voters are Uncertain About How the Economy Works Export. In: The American Political Science Review. Band 88, Nr. 2, 1994, S. 327–335.
- The Democratic Political Economy of Progressive Income Taxation. In: Econometrica. Band 67, Nr. 1, Januar 1999, S. 1–20.